# Guillermo Andino
Guillermo Ariel Andino (Buenos Aires, 4 de febrero de 1968) es un periodista y conductor de televisión argentino. Es hijo del periodista Ramón Andino (1936-1987) y hermano de la conductora y periodista Marisa Andino.

## Biografía
Durante su infancia vivió en el barrio Parque Patricios y asistió al Instituto La Inmaculada, de la comunidad de Hermanos Maristas, donde realizó los estudios primarios desde 1974 a 1980.
Su abuelo paterno Ernesto, tenía un negocio de disfraces para bebés en Parque Patricios. Debido a la crisis económica que atravesaba el país a comienzos de la década de 1970, la familia no podía costear modelos de publicidad para los trajes por lo cual, el en ese entonces el pequeño Andino, debió portar ese papel. Esto le generó cierto estrés.
Durante la escuela primaria era hincha fanático de Huracán al igual que su padre Ramón, a quien se lo veía todos los domingos en la platea del estadio alentando al «Globo». A sus 10 años de edad, su familia se mudó al barrio de Once. Más tarde se mudaron al barrio de Caballito, donde Andino comenzó sus estudios secundarios en el Colegio Marianista. A partir de esos años, y alejado de Parque Patricios, comenzó a tener la influencia de su tío, que era simpatizante de Racing Club de Avellaneda y lo llevaba a ver los partidos. De ahí su simpatía por Racing al día de hoy.
Estudió en la Universidad del Salvador (Buenos Aires), donde se graduó de licenciado en Relaciones Internacionales.
El 6 de marzo de 1987 falleció su padre, el periodista televisivo Ramón Andino.
Un mes después, cuando contaba con 19 años de edad, Sergio Villarruel (1930-1997) ―gerente de noticias de Canal 13 desde el final de la dictadura cívico-militar (1976-1983)―, le ofreció ocupar el puesto de su padre en el noticiero.
De 1989 a 1996 condujo junto a Mabel Marchesini el noticiero de Canal 9 en ese momento, las dos ediciones de Nuevediario.
Condujo en América Televisión en 1997 la edición del mediodía de América Noticias y al año siguiente Impacto a las 7 y desde allí trabaja hasta la actualidad en América Televisión.
En 1999 condujo Telepasillo y Machetes por Canal 13, al año siguiente conduce en el mismo canal Siempre listos con Federica Pais, este último programa duro hasta 2001, al año siguiente la dupla televisiva cambia de canal por América TV para conducir Va por vos, para vos hasta 2003.
Durante cinco temporadas cocondujo junto a Cynthia García el programa Camino al andar, emitido por Plus Satelital. De 2004 a 2019 condujo junto a Mónica Gutiérrez el noticiero América Noticias que fue galardonado con tres Premios Martín Fierro. En 2019, condujo el programa periodístico de América Televisión, Intratables.
Condujo cuatro veces los Premios Martín Fierro, y ganó uno por su labor periodística en 2007. Desde el año 2009 conduce Andino y el país, emitido por América 24, el cual ganó, en el 2012, un Premio Martín Fierro de cable en el rubro Mejor programa de servicio.
El 2 de marzo de 2020, condujo el programa Informados de todo emitido por América Televisión.
El 8 de marzo de 2021, condujo Es por ahí también en América Televisión.
El 14 de marzo de 2022, volvió a la conducción del noticiero del mediodía de América Noticias.
El 6 de marzo de 2023, comenzó su propio programa en A24, Andino y las noticias.
Desde marzo de 2025, comenzó el programa estatal TV Pública, Las mañanas con Andino.

## Vida personal
Andino estaba de novio con Cecilia "Caramelito" Carrizo, hasta que en 1999, contrajo  matrimonio con  la modelo Carolina Prat.
Pero se le han conocido romances tales como María Carambula, siendo muy jóvenes.
También con la conductora Karin Cohen.

## Televisión
| Año                   | Programa               | Cadena             |
| --------------------- | ---------------------- | ------------------ |
| 1987                  | Realidad 87            | Canal 13           |
| 1989-1996             | Nuevediario            | Canal 9 Libertad   |
| 1997, 2004-2019, 2022 | América Noticias       | América Televisión |
| 1998                  | Impacto a las 7        | América Televisión |
| 1999-2000             | Telepasillo            | Canal 13           |
| 1999-2000             | Machetes               | Canal 13           |
| 2000-2001             | Siempre listos         | Canal Trece        |
| 2002-2003             | Va por vos, para vos   | América Televisión |
| 2003                  | Camino al andar        | Plus Satelital     |
| 2005                  | Mediodía               | América Televisión |
| 2009-                 | Andino y el país       | A24                |
| 2019                  | Intratables            | América Televisión |
| 2020-2021             | Informados de todo     | América Televisión |
| 2021                  | Es por ahí             | América Televisión |
| 2023-2024             | Andino y las noticias  | A24                |
| 2025-presente         | Las mañanas con Andino | Televisión Pública |

## Cine
- 1991: Delito de corrupción (Enrique Carreras) - Presentador de TV
- 2012: Soledad y Larguirucho (Néstor Montalbano) - Maestro de ceremonias
- 2014: Delirium (Carlos Kaimakamian Carrau) - Él mismo[8]

## Premios
- 2013 – Nominado al Martín Fierro de cable al mejor programa de servicios por "Andino & El País"
- 2013 – Nominado al Martín Fierro a la labor periodística masculina
- 2012 – Martín Fierro de cable al mejor programa de servicios por “Andino & El País”
- 2010 – Premio Gota en el Mar a la categoría Televisión por “Andino & El País”
- 2009 – Premio Responsabilidad Social Comunicativa a la categoría Medios de Comunicación por “Andino & El País”[cita requerida]
- 2007 – Martín Fierro al mejor noticiero “América Noticias” – América TV
- 2007 – Martín Fierro a la labor periodística masculina
- 2006 – Martín Fierro al mejor noticiero “América Noticias” – América TV
- 2004 – Premio Santa Clara de Asís a la labor periodística[9]
- 2003 – Martín Fierro al mejor noticiero “América Noticias” – América TV
- 1991 – Nominado al Martín Fierro Revelación Guillermo Andino (Nuevediario – Canal 9)